# Lygodactylus miops
Espèce
Synonymes
- Microscalabotes spinulifer Boettger, 1913
- Lygodactylus septemtuberculatus Angel, 1942

Statut de conservation UICN

 LC  : Préoccupation mineure
Lygodactylus miops est une espèce de geckos de la famille des Gekkonidae.

## Répartition
Cette espèce est endémique de Madagascar.

## Publication originale
- Günther, 1891 : Eleventh Contribution to the Knowledge of the Fauna of Madagascar. Annals and Magazine of Natural History, ser. 6, vol. 8, p. 287-288 (texte intégral).